# Ducato di Candia

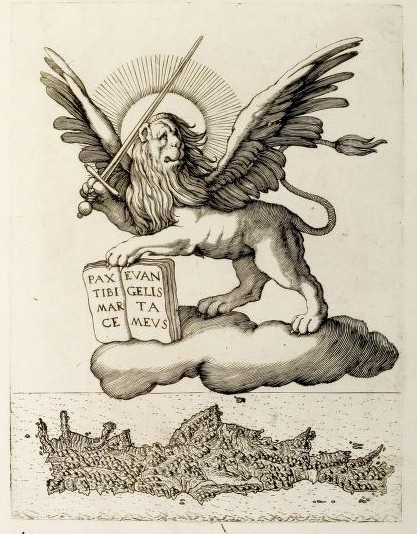
Il leone marciano a protezione del Regno di Candia, in una raffigurazione del 1651.

Il Ducato di Candia (o Regno di Candia) è stato dal 1212 al 1669 una colonia della Repubblica di Venezia costituita sull'isola di Creta, dai Veneziani chiamata, assieme alla sua capitale, Candia.

## Storia

### La nascita dell'impero coloniale veneziano
Con la conquista nel 1204 di Costantinopoli da parte della Quarta crociata e la creazione di un nuovo Impero Latino a spese dello sconfitto Impero Bizantino, Venezia si era resa padrona di "un quarto e mezzo dell'Impero d'Oriente", espandendo i suoi possedimenti a creare un vasto impero marittimo che la rendeva padrona dell'Egeo e del Mediterraneo orientale.
Nell'acquisire e organizzare i nuovi possedimenti la Repubblica veneziana adottò il sistema feudale degli alleati franchi, in tal modo incentivando l'intervento privatistico delle grandi famiglie patrizie nelle nuove colonie e garantendosi dunque un controllo indiretto delle stesse: l'interesse della Repubblica non era infatti tanto il dominio territoriale, quanto la disponibilità di basi numerose e sicure per la flotta e il controllo delle rotte commerciali.

### Il Ducato di Candia

#### La conquista del Ducato

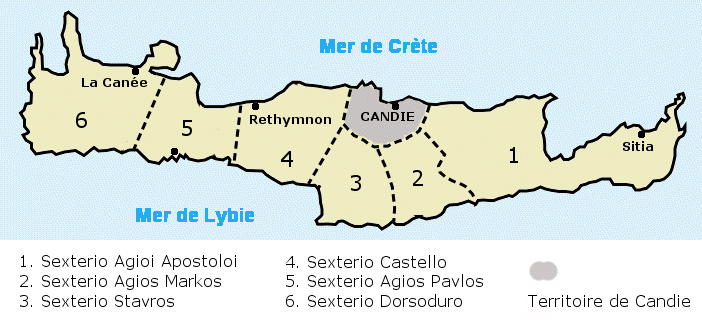
La suddivisione in sestieri della Creta veneziana.

Sebbene fosse stata regolarmente ceduta a Venezia da Bonifacio I del Monferrato, re di Tessalonica, che vantava il titolo nominale di Re di Creta, l'occupazione dell'isola era ostacolata dalla resistenza della popolazione greca e dei Genovesi, principali rivali di Venezia in Oriente, che si erano insediati nella città di Candia sotto la guida del genovese detto Enrico Pescatore, conte di Malta.
L'occupazione veneziana, 1209-1211, richiese ingenti sforzi, ma il possesso di Creta era strategico nell'ottica del dominio veneziano nel Mediterraneo orientale: la posizione centrale lungo le ricche rotte commerciali, la ricchezza dei centri urbani e dei suoi prodotti la rendevano una preda fondamentale.

Nel 1212 Creta venne divisa in feudi, spartiti tra le famiglie patrizie, e costituita in Ducato, e vi venne insediato Jacopo Tiepolo. Per piegare gli abitanti, che, intolleranti verso la nuova dominazione (dove non insensibile era l'influenza delle differenze religiose tra la Chiesa latina e la Chiesa greca), davano vita a frequenti sommosse, la Repubblica divise l'isola in sei regioni a ciascuna delle quali faceva corrispondere uno dei sestieri di Venezia, dalla quale incentivava l'invio di coloni (nobili e cittadini), donando terreni e proprietà a condizione che li difendessero in nome della madrepatria. Ai sei sestieri la Repubblica aggiungeva un settimo territorio, comprendente la città di Candia, di diretta proprietà del Commune Veneciarum. Alla fine, Marco Sanudo de Candia fu creato dalla Serenissima il primo Duca del Ducato dell'Arcipelago, detto "Duca del Mare Egeo e Re di Candia".

#### I quattro secoli del dominio veneziano

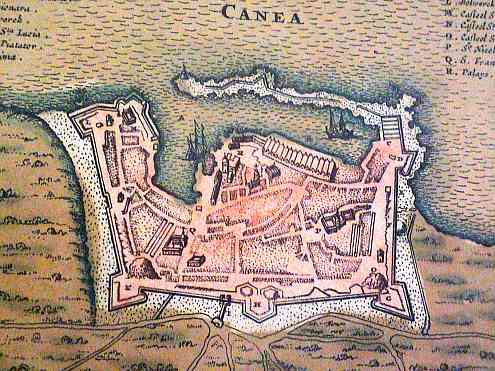
Raffigurazione della fortezza veneziana de La Canea.

Dato l'altissimo numero di coloni presenti, l'organizzazione politica dell'isola venne modellata su quella della Repubblica veneziana, con un insieme di assemblee al cui vertice era il Duca (esattamente come a Venezia lo era il Doge). Il Duca era un nobile nominato a Venezia dal Maggior Consiglio ed era assistito da due consiglieri; tuttavia le questioni amministrative erano decise dal Maggior Consiglio di Candia, composto da tutta la nobiltà veneziana residente nella colonia e da tutta la nobiltà greca dell'isola. Anche le altre magistrature erano costituite sul modello della Repubblica e le cariche più importanti erano esclusivamente riservate ai Veneziani, mentre quelle subalterne erano riservate ai Cretesi. Assoluta parità venne garantita ai riti latini e ortodossi.

In tal modo Creta veniva ad avere un'amplissima autonomia nell'ambito dei domini marittimi, con grandi privilegi che ne segnalavano l'importanza: Venezia interferiva il meno possibile con le questioni dell'isola, rimandando ai coloni lo sviluppo del commercio col mercato di Rialto e l'esercizio dei doveri verso la madrepatria, limitandosi ad occupare solo la massima carica del Ducato come segno della propria supremazia.
La vita del Ducato di Candia continuò ad essere tuttavia segnata da frequenti rivolte: nel 1274, quando il Duca e molti nobili veneziani furono massacrati; nel 1277, quando la stessa Candia fu assediata dai ribelli greci; e poi ancora tra il 1283 e il 1299;  infine nel 1341, quando a lungo i Veneziani furono costretti a rinchiudersi nelle loro fortezze: fatti che spinsero più volte l'allarmato governo della Repubblica ad intervenire con decisione per riportare l'ordine nella colonia.
L'ultima serie di disordini, però, scoppiò nel 1363, coinvolgendo, oltre che la nobiltà e la popolazione greca, la stessa nobiltà e popolazione dei coloni veneziani, che si rivoltarono contro l'eccessiva pressione fiscale, rovesciando le istituzioni e istituendo un nuovo governo. Il fatto era per Venezia intollerabile e la città si preparò ad una grande spedizione punitiva per reprimere la ribellione, ma, mentre la Repubblica stava per intervenire, i coloni rimasti fedeli riuscirono a riprendere il controllo di Creta: nonostante questo, l'isola perse per sempre la propria organizzazione feudale, le assemblee e i magistrati, finendo sotto il diretto controllo della Repubblica.

### La perdita di Candia
Nel 1571 l'isola venne una prima volta minacciata dall'Impero ottomano, durante la guerra di Cipro, per cui il nuovo Duca e Governatore di Candia, il forlivese Brunoro II Zampeschi, Principe, Signore Sovrano e Vicario Pontificio Perpetuo di Forlimpopoli, si impegnò in un'attenta ed efficace opera di controllo e rafforzamento delle difese dell'isola migliorandone l'efficacia e costituendo una Milizia dei Cavalieri di Candia.
L'attacco finale contro Candia venne sferrato nel 1645, quando i Turchi sbarcarono in forze sull'isola, scatenando la Guerra di Candia e occupando rapidamente gran parte dell'isola. Venezia reagì duramente, portando la guerra in tutto il Mediterraneo orientale e giungendo a minacciare la stessa Istanbul. Nel 1647 iniziò l'assedio di Candia: la città resistette strenuamente agli assalti ottomani per 22 lunghi anni, capitolando solo nel 1669, quando Venezia fu costretta a rinunciare per sempre alla sua perla più preziosa.